# Niszczyciele typu Leningrad
Niszczyciele typu Leningrad – seria 6 radzieckich wielkich niszczycieli z lat 30., należących do dwóch zbliżonych typów: projektu 1 i 38, klasyfikowanych w ZSRR jako lidery (przewodniki flotylli). Były pierwszymi większymi okrętami skonstruowanymi w ZSRR. Brały aktywny udział w II wojnie światowej.

## Projektowanie
Radziecka marynarka wojenna wyszła z I wojny światowej i wojny domowej bardzo osłabiona. Najnowszymi jej niszczycielami były wersje pochodne niszczyciela „Nowik”, zaprojektowanego przed I wojną światową. Przez dłuższy czas zła sytuacja ekonomiczna państwa uniemożliwiała budowę nowych okrętów. W pierwszym programie rozbudowy marynarki na lata 1926-32 w ogóle nie przewidywano budowy większych okrętów, lecz mimo to prowadzono w tym czasie prace projektowe. Popularność w ZSRR w tym czasie zyskała koncepcja budowy wielkich niszczycieli, klasyfikowanych w ZSRR jako lidery (przewodniki flotylli), które miały być większe i silniej uzbrojone od zwykłych niszczycieli i służyć do wsparcia własnych niszczycieli, walki z niszczycielami wroga, a także wypełniania samodzielnych zadań, jak rozpoznanie i stawianie min. Nacisk kładziono także na wysoką prędkość. Początkowo rozważano w 1925 nawet projekt lekkich krążowników – liderów, o wyporności 4000 ton i uzbrojeniu w 4 działa 180 mm, lecz nie został on zrealizowany. Pierwszymi nowo zaprojektowanymi i zbudowanymi radzieckimi większymi okrętami (po małych dozorowcach typu „Uragan”), stały się wielkie niszczyciele typu „Leningrad”.
W 1928 sztab marynarki radzieckiej ogłosił wymagania na projekt wielkiego niszczyciela. Pierwszy wstępny projekt Komitetu Naukowo-Technicznego Zarządu Sił Wojennomorskich (NTK UWMS) nie zyskał aprobaty marynarki, lecz kolejny projekt z 1929 został w lutym 1930 zaaprobowany przez dowództwo floty. Otrzymał on numer projektu 1. Władze ZSRR zdecydowały o budowie 3 niszczycieli dla Floty Morza Czarnego, a następnie 3 niszczycieli dla Floty Bałtyckiej. Prace projektowe prowadziło Biuro Specjalnego Projektowania Sudoprowerfi. Projekt ostateczny zatwierdzono w maju 1932.

## Budowa – projekt 1
Budowę dwóch pierwszych okrętów „Moskwa” i „Charkow” rozpoczęto w październiku 1932 w stoczni im. A. Marty w Mikołajowie, a trzeciego „Leningrad” w listopadzie 1932 w Stoczni Północnej w Leningradzie. Opóźnienia w ukończeniu okrętów wywołało przede wszystkim niedopracowanie uzbrojenia głównego, w postaci armat 130 mm B-13, opracowywanych równolegle w zakładach Bolszewik.
Próby głównego okrętu „Leningrad” rozpoczęto jesienią 1936. Pomimo że został on przyjęty formalnie do służby 5 grudnia 1936 (w dniu wejścia w życie Konstytucji ZSRR), do 1938 usuwano w stoczni usterki niedopracowanych podzespołów i dopiero wówczas okręt uzyskał gotowość. Pozostałe dwa okręty weszły do służby w 1938. Na próbach, „Leningrad” przy wyporności 2225 t osiągnął moc 67 250 KM i prędkość 43 węzły, a „Moskwa” przy wyporności 2330 t – aż 77 725 KM i 43,57 węzła. Przy dużych prędkościach okręty miały zbyt duże przegłębienie na rufę i pojawiało się szkodliwe zjawisko kawitacji śrub.

## Projekt 38
Na skutek prób „Leningradu” zdecydowano przeprojektować rufę okrętów. W efekcie powstał ulepszony projekt 38, w którym dodano też trzecie działo przeciwlotnicze 76 mm, nieco podwyższono dziobową nadbudówkę i zastosowano inne drobniejsze zmiany. Według projektu 38 zbudowano trzy okręty: „Minsk”, „Baku” i „Tbilisi”, z czego budowę „Minska” rozpoczęto jeszcze według projektu 1.
Dwa ostatnie okręty, noszące początkowo nazwy „Kijew” i „Tifilis”, rozpoczęto budować w stoczni w Mikołajowie, lecz następnie budowę ich przeniesiono do dopiero budowanej stoczni nr 199 w Komsomolsku nad Amurem, gdzie powtórnie położono ich stępki. Kadłuby ich budowano tam z sekcji przygotowanych w Mikołajowie i dostarczanych koleją i barkami. W dniu wodowania "Kijewa" 25 lipca 1938 przemianowano go na "Ordżonikidze", w dniu wejścia do służby 27 grudnia 1939 na "Sergo Ordżonikidze", a w końcu 25 września 1940 ostatecznie na "Baku". Z kolei po wodowaniu "Tifilis" przemianowano na "Tbilisi" (nowa forma nazwy miasta Tbilisi). Oba okręty następnie wyposażono w stoczni 202 we Władywostoku.
Lidery projektu 38 osiągały nieco mniejsze prędkości maksymalne, lecz były one nadal wysokie, a zdołano na nich wyeliminować kawitację śrub. „Minsk” na próbach, przy forsowaniu maszyn, osiągnął 40,5 węzła przy mocy 68 000 KM, „Baku” – 41,6 w, a "Tbilisi" – 41,8 w.

## Okręty
| Nazwa                 | położenie stępki (stocznia)                   | wodowanie    | wejście do służby | los                   |
| Projekt 1             | Projekt 1                                     | Projekt 1    | Projekt 1         | Projekt 1             |
| --------------------- | --------------------------------------------- | ------------ | ----------------- | --------------------- |
| Leningrad (Ленинград) | 05. 11. 1932 (nr 190)                         | 17. 11. 1933 | 05. 12. 1936      |                       |
| Moskwa (Москва)       | 29. 10. 1932 (nr 198)                         | 30. 10. 1934 | 10. 08. 1938      | zatopiony 26. 6. 1941 |
| Charkow (Харьков)     | 29. 10. 1932 (nr 198)                         | 09. 09. 1934 | 10. 11. 1938      | zatopiony 6. 10. 1943 |
| Projekt 38            |                                               |              |                   |                       |
| Minsk (Минск)         | 05. 10. 1934 (nr 190)                         | 06. 11. 1935 | 10. 11. 1938      |                       |
| Baku (Баку)*          | 15. 01. 1935 (nr 198) / 10. 03. 1936 (nr 199) | 25. 07. 1938 | 27. 12. 1939      |                       |
| Tbilisi (Тбилиси)**   | 15. 01. 1935 (nr 198) / 10. 08. 1936 (nr 199) | 24. 07. 1939 | 11. 12. 1940      |                       |

* – "Baku" eks "Sergo Ordżonikidze", eks "Ordżonikidze", eks "Kijew"
** – "Tbilisi" eks "Tifilis"
Stocznie:
- nr 190 im. Żdanowa w Leningradzie
- nr 198 im. A. Marty w Mikołajowie
- nr 199 w Komsomolsku nad Amurem

## Opis konstrukcji, ocena, modernizacje

### Kadłub i konstrukcja
Niszczyciele projektów 1 i 38 miały architekturę ogólnie typową dla niszczycieli tego okresu, z podniesionym pokładem dziobowym na ok. 1/3 długości kadłuba. Charakterystyczną cechą ich sylwetki były dwa wysokie, szeroko rozstawione i lekko pochylone kominy oraz duża przerwa między nadbudówką dziobową a pierwszym kominem, w której ustawione było działo nr 3 artylerii głównej. Charakterystyczny był też sam kształt rozbudowanej nadbudówki dziobowej, z odkrytym mostkiem oraz dodatkową galeryjką poniżej niego. Z tyłu nadbudówki był maszt palowy, drugi maszt był przed tylnym kominem, połączony z dźwigiem. Drugi komin był ustawiony na niewielkiej nadbudówce. Na rufie była niska nadbudówka ze stanowiskami artylerii. Okręty miały 5 przedziałów siłowni, z kotłowniami i maszynowniami w układzie naprzemiennym, co zwiększało odporność na uszkodzenia bojowe. Unikalną cechą wśród niszczycieli był ich napęd, w postaci trzech zespołów turbin, napędzających trzy śruby, wynikający z dążenia do uzyskania dużej mocy (większość okrętów tej klasy miała dwie turbiny i dwie śruby). Kadłub okrętów dzielił się poprzecznie na 15 przedziałów wodoszczelnych, gwarantujących teoretycznie pływalność przy zatopieniu 2 przedziałów.
Pomimo teoretycznie rozwijanych dużych prędkości, niszczyciele typu Leningrad miały słabą dzielność morską z powodu ostrych kształtów części dziobowej, powodujących zalewanie pokładu dziobowego przez fale i trudność użycia artylerii dziobowej przy złej pogodzie. Kadłub okazał się słabo skonstruowany, a jego wytrzymałość obniżały m.in. dwa miejsca, w których zmieniał się system naboru z podłużnego na śródokręciu na poprzeczny na dziobie i rufie. Z tej przyczyny niedopuszczalne było m.in. strzelanie salwami całej artylerii; okręty odnosiły też uszkodzenia w silnych sztormach. Wadą była ponadto niska stateczność. Dość zawodne były też kotły.

### Uzbrojenie
Niszczyciele typu Leningrad miały silne uzbrojenie artyleryjskie, składające się z 5 dział B-13 kalibru 130 mm, w pojedynczych stanowiskach z maskami ochronnymi. Cztery stanowiska dział umieszczone były klasycznie dla niszczycieli, po dwa piętrowo na dziobie i rufie, na pokładzie oraz nadbudówkach. Piąte działo (numer 3) umieszczone było za nadbudówką dziobową, w miejscu uskoku pokładu, gdzie pokład dziobowy przechodził w pokład nadbudówki śródokręcia (na której ustawiony był pierwszy komin). Działa te wystrzeliwały znacznie cięższe pociski od dział kalibrów 120-127 mm, używanych przez większość państw. Po dopracowaniu, działa te dysponowały bardzo dobrymi parametrami, jak zasięg i celność, a żywotność luf zwiększono do 1000 strzałów. Do kierowania ogniem artylerii służył przelicznik włoskiej firmy Galileo (proj. 1) lub jego radzieckie uproszczone rozwinięcie CAS-2 (proj. 38). Okręty miały dalocelownik KDP-4, wyposażony w dwa 4-metrowe dalmierze DM-4.
Słabym punktem okrętów było uzbrojenie przeciwlotnicze. Wprawdzie okręty posiadały stosunkowo silne uzbrojenie przeciwlotnicze średniego kalibru, rzadko stosowane na niszczycielach, w postaci dwóch dział 76,2 mm 34-K (a nawet trzech dział w projekcie 38), lecz były one mało skuteczne do zwalczania nowoczesnych samolotów, a dodatkowo dysponowały ograniczonymi kątami ostrzału. Działa te umieszczone były na skrzydłach nadbudówki rufowej (tuż obok działa nr 4 artylerii głównej i rufowego stanowiska kierowania ogniem). W projekcie 38 jeszcze trzecie działo było ustawione na pokładzie rufowym. Z kolei, z uzbrojenia małokalibrowego okręty posiadały początkowo jedynie dwa mało skuteczne półautomatyczne działka 45 mm 21-K o niskiej szybkostrzelności, na skrzydłach nadbudówki dziobowej (za działem nr 2) oraz 4 pojedyncze wkm-y 12,7 mm DK (lub DSzK w proj. 38). Uzbrojenie przeciwlotnicze kierowane było z centralnego przyrządu firmy Galileo, z 3-metrowym dalmierzem, lecz było to mało skuteczne. Dopiero w toku wojny uzbrojenie było wzmacniane przez dodanie 6-10 automatycznych działek 37 mm.
Uzbrojenie torpedowe było silne, składające się z 8 wyrzutni torpedowych 533 mm, w dwóch czterorurowych aparatach N-7 na pokładzie, w jego osi wzdłużnej – między kominami i za drugim kominem. Okręty dodatkowo przenosiły 8 torped zapasowych. Uzbrojenie przeciwpodwodne składało się z 2 miotaczy i zrzutni bomb głębinowych (20 dużych bomb B-1 i 32 małe M-1). Podczas wojny ilość bomb jeszcze zwiększano (np. do 30 B-1 i 52 M-1 na "Minsk"). Okręty mogły stawiać 84 miny wz.26 lub 68 min KB lub 124 miny wz.1908/39. Na etapie projektowania zamierzano wyposażyć okręty w wodnosamolot, przenoszony za pierwszym kominem i stawiany na wodę dźwigiem, lecz zrezygnowano z tego elementu. Wyposażenie uzupełniał trał ochronny typu parawan.

## Służba w skrócie
Niszczyciele typu Leningrad wchodziły do służby tuż przed wybuchem II wojny światowej, lub na jej początku. Dwa wzięły udział w działaniach wojennych jeszcze podczas wojny zimowej z Finlandią, pięć – w działaniach po ataku Niemiec na ZSRR. We Flocie Bałtyckiej były "Leningrad" i "Mińsk", we Flocie Czarnomorskiej "Moskwa" i "Charkow", we Flocie Północnej "Baku" (przeniesiony z Oceanu Spokojnego). Jedynie "Tbilisi" z Floty Oceanu Spokojnego nie wziął praktycznie udziału w działaniach wojennych. Z uwagi na specyfikę działań II wojny światowej na Bałtyku i Morzu Czarnym, niszczyciele te przede wszystkim używane były do ostrzeliwania celów lądowych, bez starć z okrętami nawodnymi, a ich głównymi wrogami było lotnictwo i miny. Oba czarnomorskie lidery zostały zatopione, również "Minsk" został zatopiony przez lotnictwo, lecz później podniesiony. Pozostałe okręty przetrwały wojnę i zostały wycofane ze służby czynnej pod koniec lat 50.